# 필라르 성모 대성당
누에스트라 세뇨라 델 필라르 대성당(스페인어: Catedral-Basílica de Nuestra Señora del Pilar) 또는 필라르 성모 대성당은 스페인 아라곤주 사라고사에 위치한 가톨릭교회의 대성당이다. 성당의 이름은 스페인어로 '기둥의 성모 대성당'이라는 뜻이며, 성모 마리아에게 봉헌된 최초의 성당으로 알려져 있다.
현지에서 전해져 내려오는 전승에 따르면, 이 성당의 역사는 히스파니아 (현 이베리아 반도)에 기독교 전파가 이루어지던 로마 제국 시절로 거슬러 올라간다. 스페인에 처음으로 기독교를 알린 사도 대(大) 야고보가 성당을 방문할 당시 성모 발현을 접하고 작은 예배당을 지은 것이 유래이다. 성모승천이 이루어지기 전에 유일하게 벌어진 성모 발현으로 알려져 있으며, 교황 요한 바오로 2세가 '히스패닉인의 성모'라 칭송한 바 있다.
기둥의 성모 대성당은 인근의 라 세오 데 사라고사 대성당과 함께 사라고사에 소재한 바실리카 성당 두 곳 중 하나이다. 건축양식은 바로크 양식을 따르고 있으며 지금의 건물은 1681년~1872년경에 지어졌다. 이곳의 마리아 동상은 스페인의 여러 국왕과 유럽 각국의 통치자들이 봉헌한 것으로 알려져 있으며 십자가의 요한, 테레사 데 헤수스, 이냐시오 데 로욜라 등을 비롯한 성인들도 이곳을 찾았다.

## 역사

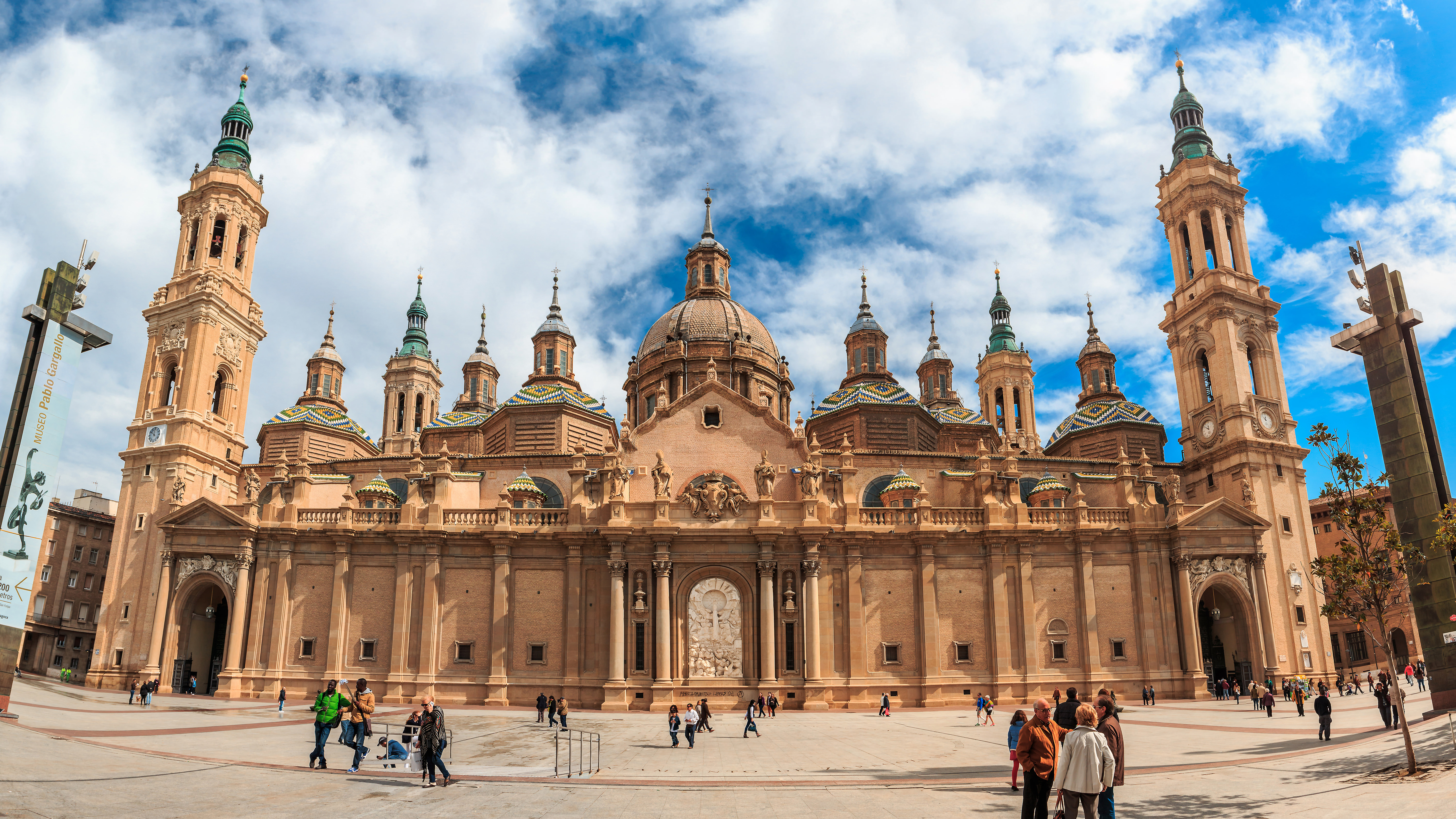
대성당 정면

### 건설
전승에 따르면 예수 그리스도가 십자가형을 당하고 부활한 직후, 히스파니아 (현 스페인)에서 복음을 전파하던 성 야고보는 자신의 사명을 이룰 수 없어 낙담했다. 그러던 서기 40년 1월 2일, 에브로강변에서 하나님께 깊이 기도하고 있는데 성모 마리아가 야고보의 앞에 나타나 벽옥으로 된 기둥을 준 뒤, "이곳은 나의 집이 될 것이요 이 형상과 기둥은 네가 지을 성전의 이름과 제단이 되리라"면서 성모를 기리는 교회를 지으라고 전했다고 한다.
성모 마리아가 나타난 지 약 1년 뒤 성 야고보는 성모 마리아를 기리기 위해 작은 예배당을 지었다고 전해지는데 이는 성모 마리아에게 헌정된 교회로는 최초의 사례로 알려져 있다. 이후 서성 야고보는 예루살렘으로 돌아갔다가 서기 44년경 헤로데 아그리파의 명으로 처형되면서 순교에 이른 최초의 사도가 되었다. 성 야고보의 제자 가운데 몇몇은 스승의 시신을 받아 스페인으로 돌려보내 그곳에서 장례를 치렀다. 성 야고보가 지은 최초의 예배당은 그 일대 다른 기독교 예배당과 함께 철거되었지만, 마리아의 동상과 마리아가 전해준 기둥만큼은 사라고사 시민들이 굳게 지켜 살아남을 수 있었다.

### 증축

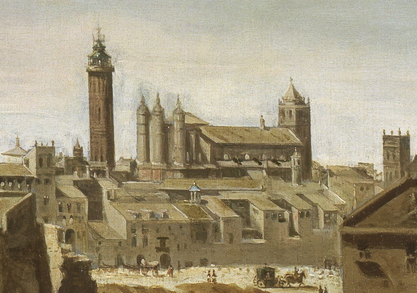
후안 바우티스타 마르티네스 델 마소의 그림에서 묘사된 무데하르 양식의 성모의 기둥 대성당 (1647년)

이후 오랜 세월에 걸쳐 이 자리에 수많은 교회가 세워졌다. 성 야고보가 지은 소규모 예배당은  콘스탄티누스 1세 재위기에 이르러 바실리카 형태의 예배구역으로 바뀌었고, 이후 로마네스크 양식, 고딕 양식, 무데하르 양식으로 그 모습이 바뀌어갔다.
중세 이후 사라고사 성당에 관한 기록은 1118년 아라곤 왕국의 국왕 알폰소 1세가 이슬람 세력을 몰아내고 재정복하던 시기로 거슬러 올라간다. 당시 페드로 데 리브라나 (Pedro de Librana) 주교가 재위하면서 로마네스크 양식으로 재건하였는데, 리브라나 주교는 사라고사의 성모에 대한 가장 오래된 서면기록을 남긴 인물로도 알려져 있다. 이 로마네스크 양식 교회의 남쪽 벽에 있던 팀파눔은 아직도 현장에 보존되어 있다.

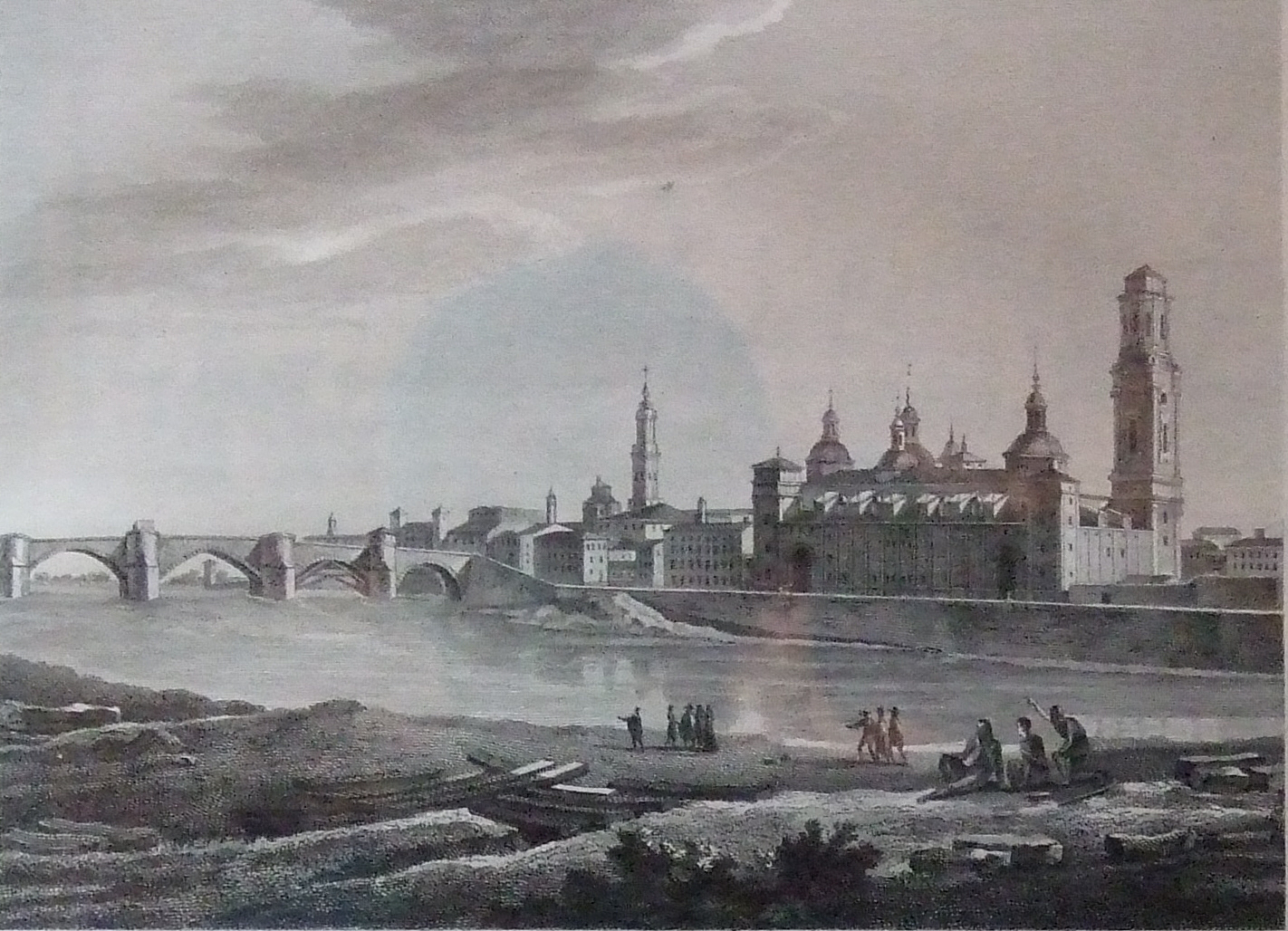
1806년 기둥의 성모 대성당을 담은 로베르 도데와 루이프랑수아 르죈의 판화. 1872년 신무데하르 양식의 첨탑이 4축에 세워지기 전의 모습이다. 대성당의 외형을 띄우는 각진 탑 역시 20세기에 이르러서야 건설에 들어갔으며 1961년에 완공되었다.

1434년 교회에 화재가 발생하면서 피해를 입자 로마네스크 양식의 교회에서 무데하르 고딕 양식으로의 재건이 이루어졌다. 15세기 말에 완성된 고딕 양식의 교회는 현 시점에서 데미안 포르멘트 (Damian Forment)가 설화석을 깎아 만든 제단화 등 일부분만 보존되었으며 나중에 복원작업이 이루어지기도 하였다.

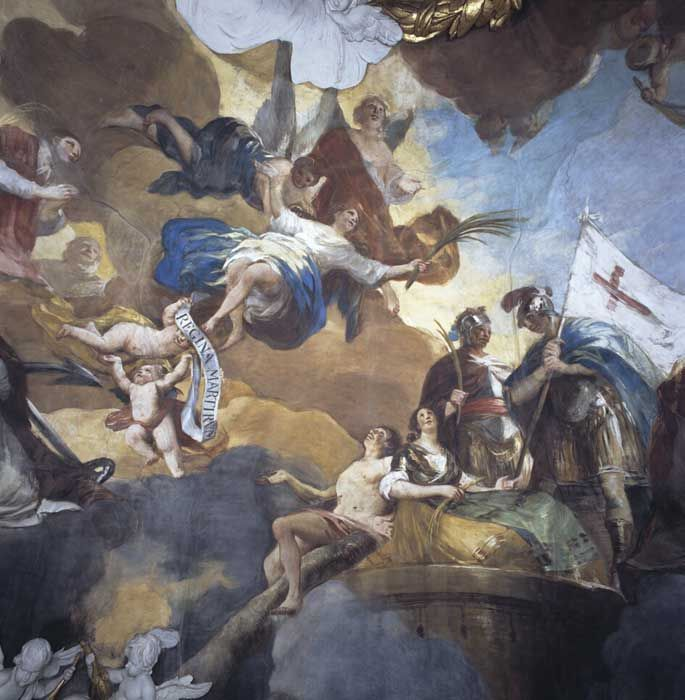
프란시스코 고야가 그린 대성당 돔 천장화 〈순교자의 성모〉

바로크 양식으로 된 지금의 대성당은 1681년 스페인 국왕 카를로스 2세의 지시로 지어지기 시작하여 1686년에 완공되었다. 건설 초반에는 펠리페 산체스 (Felipe Sánchez)가 시공을 맡았으며, 이후 돈 프란시스코 에레라 (Don Francisco Herrera)가 설계를 바꾸어 후안 호세 데 아우스트리아 (Don Juan José de Austria)가 시공에 나섰다. 1725년 카빌도 데 사라고사가 대성당의 외형을 바꾸기로 결심하고 벤투라 로드리게스 (Ventura Rodriguez)를 건축가로 임명하였다. 로드리게스는 성당 건물을 지금의 규모인 길이 130m, 너비 67m, 돔 11개, 탑 4개 구조로 변형하였다.
오늘날 관광객들이 가장 많이 머무는 곳은 대성당 동쪽 구역의 예배당인데, 이곳은 1754년 벤투라 로드리게스가 지은 것으로서 성모 마리아의 숭고한 모습이 보존되어 있기 때문이다. 예배당 주변의 돔과 궁륭 천장에는 프란시스코 고야의 프레스코화 작품 〈순교자의 성모〉와  〈주님의 이름으로 경배〉가 그려진 것으로도 유명하다. 성당 전체의 금장식들은 고야의 아버지인 호세 고야(José)가 제작을 맡았다.
1718년에는 성당 지하 금고가 완성되었으나 공사가 마무리된 것은 1872년이 되어서였는데 이 때 중앙돔과 첨탑이 모두 완공되어 내부 궁륭 천장화도 완성될 수 있었다. 1936년~1939년 스페인 내전 시기에는 성당에 폭탄 3개가 투하되는 일이 있었으나 모두 불발탄으로 남았다. 이 때 떨어진 불발탄 가운데 두 개는 아직도 성당에 전시되어 있다.

## 건축

### 마리아상과 기둥

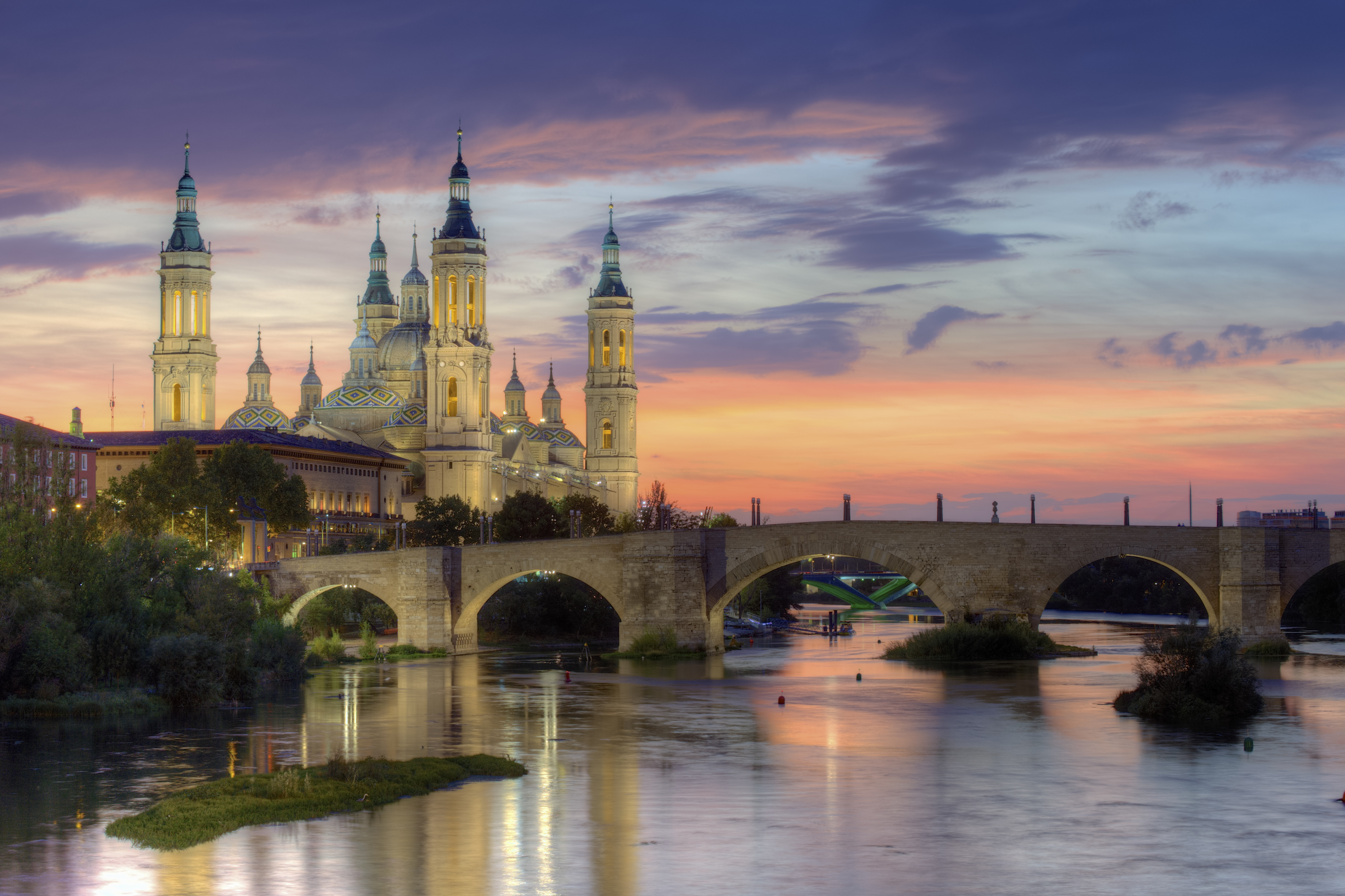
사라고사 에브로강 건너편에서 바라본 대성당의 모습

성모 마리아상은 목재로 제작되었으며 높이 39m에 벽옥으로 된 기둥 위에 놓여 있다. 17세기 마리아 아그레다 수녀가 성모 마리아의 발현을 접하고 집필한 《주님의 신비로운 도시》 (Mística Ciudad de Dios)에 따르면, 성모가 천사들에게 받들려 구름을 타고 밤중에 사라고사로 찾아갔다고 한다. 이 과정에서 천사들이 대리석 기둥과 성모 마리아의 작은 형상을 만들었고, 성모 마리아는 성 야고보에게 환영이 일어난 곳에 교회를 짓도록 하라는 말을 전했다는 이야기다. 이 때 전해진 기둥과 형상은 성당 내부의 주제단에 모셔두고 있으며, 1905년 그리니 후작이 45만 페세타 (1910년 기준 18,750파운드)를 들여 제작한 왕관 장식이 주변부를 장식하고 있다.

### 구조
필라르 성모 대성당은 에브로강 인근에서도 볼 수 있는 커다란 직사각형 형태로서, 본당과 측랑 두 개, 벽돌로 지어진 예배당 두 개로 구성되어, 아라곤 지방 특유의 건축물이 자아내는 분위기가 감돈다. 성당 내부의 채광은 오쿨루스라 하는 원형 채광창으로 이루어지는데 이는 17세기 이후 지어진 사라고사의 성당 건축마다 갖추고 있는 요소이기도 하다. 본당과 측랑의 천장에는 12개의 거대한 기둥이 지탱하고 있으며, 그 전체는 돔으로 덮여 있다. 예배당 역시 똑같은 구조를 취하고 있다.
대성당 내부에 자리한 예배당은 다음과 같으며 여러 성인들의 이름이 붙여져 있다.
- 로사리오 예배당
- 요아킴 예배당
- 성 라우렌시오 예배당
- 성 페드로 데 아르부에스 예배당
- 성 브라울리오 예배당
- 성 안토니오 예배당
- 성 요셉 예배당
- 성 안나 예배당
- 성 요한 예배당

### 오르간과 음악
1463년 엔리케 데 콜로니아 (Enrique de Colonia)가 처음으로 파이프 오르간을 제작하였다. 1537년에는 마르틴 데 코르도바가 살바도르 성당의 오르간과 경쟁하고자 하나 더 제작하였다.
1595년~1602년에는 기예르모 데 루페 (Guillermo de Lupe)와 아들 가우디오소 (Gaudioso)가 더 큰 규모의 오르간으로 개조하였다. 기예르모는 1577년 살바도르 성당의 오르간도 뜯어고친 인물이다.
1657년 성당의 오르간은 여러 대가 있었으며 그 규모가 다양하여 여러 용도로 사용했다는 기록이 전해진다. 그 결과 음악 활동이 절정에 달하여 스페인 황금기의 일면을 장식하였으나, 19세기 말에 접어들면서 쇠퇴하기 시작했다.
중세에는 음유시인이 둘시안을 들고 성악의 반주를 맡았다. 17세기 중반에는 다성음악이 처음으로 악보화되었으며 '테노르' (tenor, 테너)와 '콘트라바혼' (contrabajón, 콘트라베이스)가 맡은 것으로 알려져 있다. 1600년대 말에 이르면 음유시인으로 구성된 오케스트라가 정식으로 도입되기에 이르렀다. 이 시기 유명한 합창지휘자로는 바로크 작곡가인 호세프 루이스 사마니에고 (Joseph Ruiz Samaniego)가 있었다.

## 유산
성모 마리아가 스페인과 히스패닉인들에게 처음 나타난 것을 기념하는 '기둥의 성모 축일'이 매년 10월 12일로 정해져 있다. 이 날은 콜럼버스가 신대륙을 발견한 '콜럼버스의 날' (Día de la Hispanidad)과도 일치한다. 실제로도 예배당에 보존되어 있는 15세기 제작된 성모 마리아 동상은 히스패닉의 상징으로, 스페인 식민지 출신의 모든 국가들이 예복을 헌납하고 있다.
1904년 스페인 중요문화유산 (Bien de Interés Cultural)으로 지정되었으며, 1982년과 1984년 교황 요한 바오로 2세가 두 차례에 걸쳐 방문하였다. 요한 바오로 2세는 기둥의 성모를 "히스패닉 민족의 어머니"라 칭송하는 말을 남겼다.

## 같이 보기
- 성모발현
- 가톨릭 성모 교회
- 스페인의 12가지 보물
- 스페인 중요문화유산

### 내용주
1. ↑  교황 요한 바오로 2세는 생전 스페인 사라고사를 두 차례 방문하였는데 첫번째는 1982년 10월 31일~1982년 11월 9일 스페인 11개 도시 방문차, 두번째는 1984년 10월 10일~11일 단독 방문차였다.

### 참조주
1. 1 2 3  “NUESTRA SEÑORA DEL PILAR (OUR LADY OF THE PILLAR)”. 2017년 11월 20일에 원본 문서에서 보존된 문서. 2007년 10월 25일에 확인함.
2. 1 2  Our Lady of the Pillar on The work of God website on various apparitions of Mary.
3. ↑  Fr. Tommy Lane Homily during a pilgrimage to Zaragoza, Spain on Bible, Prayer, Homily resources website.
4. 1 2 3  Zsolt Aradi  The Virgen Del Pilar on Catholic culture.
5. ↑  Our Lady of the Pillar on The work of God website on various apparitions of Mary.
6. 1 2 3  Nuestra Señora Del Pilar on Catholic encylopedeia.
7. ↑  City of God, The Coronation, Book One, Part III, Book VII, Chapter XVI, Paragraph 352, Page 325. ISBN 978-0895558251
8. 1 2 3 4 5 6 7 8  Juan Antonio Gracia Gimeno. The Pillar of Saragossa Editorial Escudo de Ora. S.A., ISBN 84-378-1301-8
9. 1 2  “"Nuestra Señora del Pilar Basilica", Turespaña”. 2018년 5월 25일에 원본 문서에서 보존된 문서. 2018년 6월 7일에 확인함.
10. ↑  Connell, Evan S., Francisco Goya: A Life. New York: Counterpoint, 2004. ISBN 978-1-58243-307-3

## 관련 문헌
- ANSÓN NAVARRO, Arturo y Belén Boloqui Larraya, «Zaragoza Barroca», en Guillermo Fatás Cabeza (coord.), Guía histórico-artística de Zaragoza, Zaragoza, Institución «Fernando el Católico»; Ayto. de Zaragoza, 2008, 4.ª ed. revisada y ampliada, págs. 249–327. Cfr. especialmente la sección «Basílica de Nuestra Señora del Pilar», págs. 287–322.— ISBN 978-84-7820-948-4.
- «El Pilar» 보관됨 2018-08-23 - 웨이백 머신, Gran Enciclopedia Aragonesa (en línea). [Consulta:22-7-2008]
- NOUGUÉS SECALL, Mariano, Historia crítica y apologética de la Virgen nuestra señora del Pilar de Zaragoza y de su templo y tabernáculo desde el siglo I hasta nuestros días, Madrid, Alejandro Gómez Fuentenebro, 1862.
- ORTIZ ALBERO, Miguel Ángel, Julián Pelegrín Campo y María Pilar Rivero Gracia, El Pilar desconocido, Zaragoza, Heraldo de Aragón, 2006, pág. 13.—D. L. Z-2597-06. OCLC 433533535OCLC 433533535
- RINCÓN GARCÍA, Wifredo, El Pilar de Zaragoza, Zaragoza, Everest, 2000. ISBN 84-241-0044-1ISBN 84-241-0044-1.
- RISCO, Manuel, España Sagrada, t. XXX. Contiene el estado antiguo de la Santa Iglesia de Zaragoza [...] y una colección de las epístolas de San Braulio [...], Madrid, Antonio de Sancha, 1775.